# Camponotus patimae
Camponotus patimae är en myrart som beskrevs av Wheeler 1942. Camponotus patimae ingår i släktet hästmyror, och familjen myror.

## Underarter
Arten delas in i följande underarter:
- C. p. dolentulus
- C. p. patimae